# سمية لباني
سمية لباني (مواليد 3 فبراير 1975، آسفي) عداءة مغربية متخصصة في ركض المسافات الطويلة. شاركت في سباق الماراثون في أولمبياد لندن 2012، لكنها لم تُكمل السباق.
تم إيقافها لسنتين بعد ثبوت تعاطيها للمنشطات في بطولة العالم للعدو الريفي 2003 التي أقيمت في لوزان بسويسرا.

## روابط خارجية
- سمية لباني على موقع الاتحاد الدولي لألعاب القوى (الإنجليزية)
- سمية لباني على موقع اللجنة الأولمبية الدولية (الإنجليزية)
- سمية لباني على موقع أوليمبيديا (الإنجليزية)